# Ґривче
Ґривче (словен. Grivče) — поселення на північній околиці м. Айдовщина в общині Айдовщина. Висота над рівнем моря: 187 метрів.